# ヘクシオン
ヘクシオン（HEXION）はコナミから発売された落ちものパズルゲーム。「xhextris」というUNIXのフリーソフトにアレンジを加えてアーケードゲームとして1992年に発売された。家庭用ゲーム機には移植されていない。

## ゲームルール
このゲームを一言で説明するなら「六角形を使ったテトリス」である。
テトリスは正方形を4つ繋げたブロックが落下してくるのに対して、ヘクシオンでは、正六角形（ヘクス）を4つ繋げたブロックが落下してくる。徐々に落下してくるブロックをレバーで左右に移動させ、ボタンで60度ずつ回転させつつ地面に落とし、隙間無く横一列に並べば1ラインが消える。
六角形は上下方向に真っ直ぐ並ぶようになっており、横のラインはジグザグになっている。そのため、落下したブロックはラインごとに色分けされ、どのブロックがどのラインに属しているかが分かるようになっている。
一番上まで積みあがるとゲームオーバー。

## ゲームモード
このゲームには2人同時プレイ可能なノーマルモードと1人プレイ専用のビッグ、ロング&ワープ、スラッシュモードが存在する。
- ビッグ - 縦幅の深さはノーマル同じだが横幅はノーマルの2倍の大きさ。
- ロング&ワープ - 横幅はノーマルと同じだが縦幅はノーマルの2倍の深さ。左の画面でブロックが落下し、右の画面にワープ後に最下段に設置するもの。
- スラッシュ - 縦横幅はノーマルと同じだがゲームフィールドの容器が右斜め下に向かって伸びている。そのためブロック設置面は最下段だけでなく他モードの左壁に相当する斜め段差も設置面になっている。

## サウンド関連
サウンド関連は、SCC(051649=2212P003)と、MSM6295(ADPCM音源)が使われている。CPUは8MHzのZ80。
ブロックの回転・落下時のサウンドエフェクトとして「出たな!!ツインビー」の作曲担当者ケンケン中島と、謎の関西人男の声（野見）が入っている。ボイスは、1P側は「ガッチンコ！」「やったー！」等の出たな!!ツインビーで使われたものと同じボイスが中心、2P側は「いてもうたろか」「どこいくんやぁ」と言った感じの関西弁でしゃべるようになっている。対戦時は、お互いに攻撃などを受けるたびに、このボイスが応酬状態となる。
この点（ボイス）は本作の特徴であり、非常にユニークなものとなっている。尚、プロデュースはコナミ矩形波倶楽部のテクノウチこと竹ノ内裕治である。